# Mashpee (Massachusetts)
Mashpee es un pueblo ubicado en el condado de Barnstable, Massachusetts, Estados Unidos. Según el censo de 2020, tiene una población de 15.060 habitantes.
En la ciudad habitan la mayoría de los miembros de la tribu Mashpee Wampanoag, federalmente reconocida. La tribu tiene sus propios servicios de salud, fuerza policial, sistema judicial y educación. En 2019 tenía más de 2900 miembros inscriptos. 

## Geografía
Mashpee está ubicado en las coordenadas 41°38′54″N 70°28′54″O / 41.64833, -70.48167. Según la Oficina del Censo de los Estados Unidos, Mashpee tiene una superficie total de 70.5 km², de la cual 60.6 km² corresponden a tierra firme y 9.9 km² es agua.

## Demografía
Según el censo de 2010, había 14.006 personas residiendo en Mashpee. La densidad de población era de 198,57 hab./km². De los 14.006 habitantes, Mashpee estaba compuesto por el 89.13% blancos, el 2.28% eran afroamericanos, el 3.08% eran amerindios, el 1.22% eran asiáticos, el 0.06% eran isleños del Pacífico, el 1.27% eran de otras razas y el 2.94% pertenecían a dos o más razas. Del total de la población el 2.25% eran hispanos o latinos de cualquier raza.